# Huawei Mate 50
Huawei Mate 50 (стилізовано і продавалася як HUAWEI Mate50) — лінія смартфонів, розроблених компанією Huawei, що входить у серію Mate. Лінійка була представлена в Китаї 6 вересня 2022 року і складається з базової моделі Huawei Mate 50, спрощеної моделі Huawei Mate 50E, покращеної моделі Huawei Mate 50 Pro та преміум-моделі Huawei Mate 50 RS Porsche Design, що є останнім смартфоном Huawei, розробленим в співпраці з Porsche Design.

## Дизайн

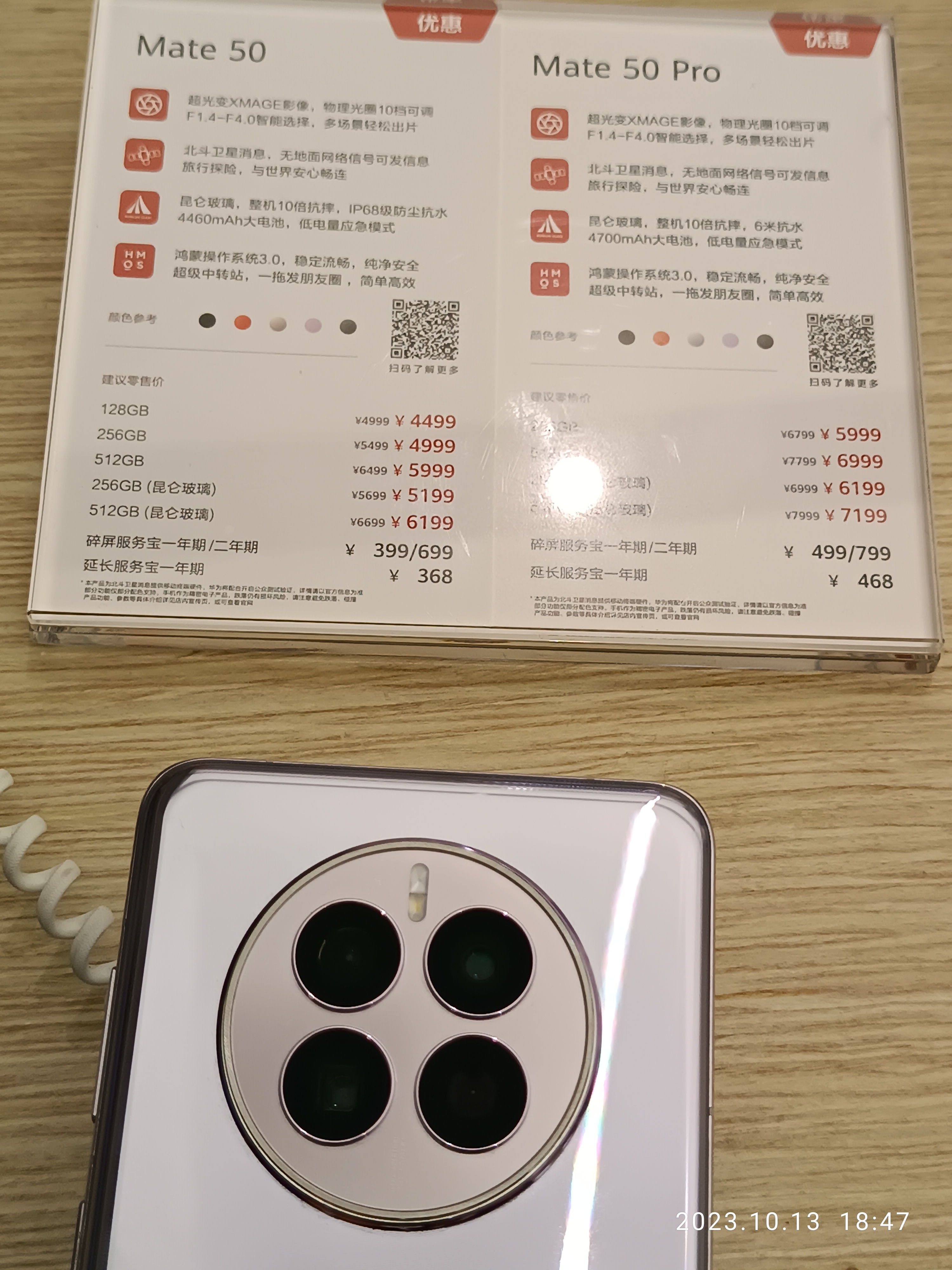
Острівець камери Huawei Mate 50

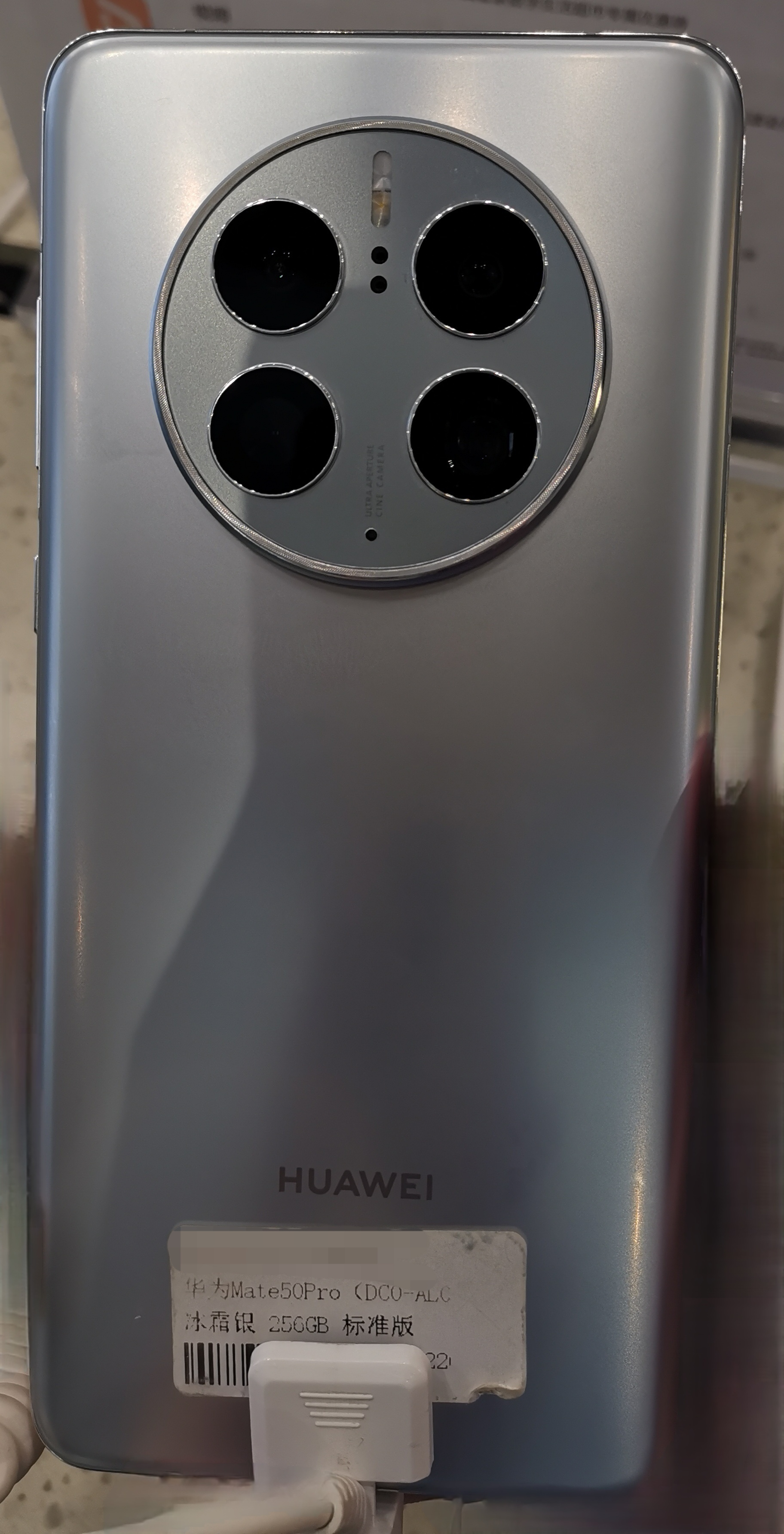
Задня панель Huawei Mate 50 Pro

Передня панель виконана зі скла Kunlun Glass виробництва Huawei. Задня панель в Mate 50E виконана зі скла, в Mate 50 та Mate 50 Pro — зі скла або зі штучної шкіри в Carbon Black та помаранчевому кольорах, а в Mate 50 RS Porsche Design — з кераміки. Рамка виконана з алюмінію. Також Huawei Mate 50, Mate 50 Pro та Mate 50 RS Porsche Design мають захист від води та пилу по стандарту IP68.
Знизу знаходяться слот під 1 SIM-картку і карту пам'яті в глобальних моделей Mate 50 та Mate 50 Pro або гібридний слот під 2 SIM-картки або під 1 SIM-картку і карту пам'яті в моделей лінійки Mate 50 для Китаю, мікрофон, роз'єм USB-C і динамік, зверху — другий динамік в Huawei Mate 50 та Mate 50E,  додатковий мікрофон та ІЧ-порт, а справа — гойдалка регулювання гучності та кнопка блокування.
Huawei Mate 50 на глобальному ринку був доступний тільки в чорному та сріблястому кольорах. В Китаї також були доступні фіолетовий, Carbon Black (чорний із шкіряною задньою панеллю), помаранчевий варіанти кольорів. Водночас в Huawei Mate 50 Pro на глобальному ринку був відсутній тільки фіолетовий варіант. Huawei Mate 50E був доступний в чорному, сріблястому та фіолетовому кольорах, а Mate 50 RS Porsche Design — Ink Blue (темно-синій) та фіолетовому.

## Технічні характеристики

### Апаратне забезпечення

#### Платформа
Huawei Mate 50E отримав процесор Qualcomm Snapdragon 778G 4G з графічний процесором Adreno 642L, а всі інші моделі — Snapdragon 8+ Gen 1 4G з Adreno 730. У всіх 4 моделей встановлено версії процесорів без підтримки мережі 5G.

#### Батарея
Huawei Mate 50 та Mate 50E отримали акумуляторну батарею об'ємом 4460 мА·год, а Mate 50 Pro та Mate 50 RS Porsche Design — 4700 мА·год. У всіх моделей присутня підтримка швидкої зарядки Huawei SuperCharge до 66 Вт. Також Huawei Mate 50, Mate 50 Pro та Mate 50 RS Porsche Deisgn мають підтримку швидкої бездротової зарядки Huawei SuperCharge до 50 Вт та зворотної бездротової зарядки до 5 Вт, а Huawei Mate 50E — зворотної дротової зарядки до 5 Вт.

#### Екран
Дисплеї всіх моделей виконані по технології OLED. Huawei Mate 50 та Mate 50E отримали плаский 6,7-дюймовий дисплей з роздільною здатністю 2700 × 1224, співвідношенням сторін 19,9:9, щільністю пікселів 442 ppi, частотою оновлення 90 Гц та круглим вирізом під фронтальну камеру, розміщеним зверху в центрі. Натомість Huawei Mate 50 Pro та Mate 50 RS Porsche Design отримали загнутий по краям 6,74-дюймовий дисплей з роздільною здатністю 2616 × 1212, співвідношенням сторін 19,5:9, щільністю пікселів 428 ppi, частотою оновлення 120 Гц та звичайним вирізом, на відміну від овального в попередників, під передню камеру, сенсори наближення/освітлення і біометрії та розмовний динамік. Також під дисплеї всіх моделей вбудовано оптичний сканер відбитків пальців.

#### Звук
Смартфони отримали стереодиниаміки. В Huawei Mate 50 та Mate 50E другий динамік розташований на верхній грані, коли в Huawei Mate 50 Pro та Mate 50 RS Porsche Design роль другого динаміка виконує розмовний динамік.

#### Камера
Huawei Mate 50E отримав подвійну камеру, а інші 3 моделі — потрійну. Всі моделі отримали ширококутний об'єктив Sony IMX766 на 50 Мп зі змінною діафрагмою від f/1.4 до f/4.0, фазовим автофокусом і оптичною стабілізацією зображення та надширококутний об'єктив на 13 Мп з діафрагмою f/2.2, кутом огляду 120° і оптичною стабілізацією зображення. Також Hauwei Mate 50 отримав перископічний телеоб'єктив на 12 Мп з діафрагмою f/3.4, фазовим автофокусом, оптичною стабілізацією зображення та 5-кратним оптичним зумом, Mate 50 Pro — OmniVision OV64B на 64 Мп з діафрагмою f/3.5, фазовим автофокусом, оптичною стабілізацією зображення та 3,5-кратним оптичним зумом, а Mate 50 RS Porsche Design — на 48 Мп з діафрагмою f/3.0, фазовим автофокусом, оптичною стабілізацією зображення та 3,5-кратним оптичним зумом. Всі моделі також мають лазерний автофокус, сенсор колірної температури і технологію обробки зображення XMAGE.
Всі моделі отримали надширококутну передню камеру на 13 Мп з діафрагмою f/2.4. Також Huawei Mate 50 Pro та Mate 50 RS Porsche Design мають камеру TOF 3D, що використовується для розблокування по обличчю.
Основна та передня камера вміють записувати відео в роздільній здатності 4K60fps.

#### Пам'ять
Huawei Mate 50 RS Porsche Design отримав 12 ГБ оперативної пам'яті, а всі інші моделі — 8 ГБ. Huawei Mate 50 був доступний у варіантах на 128 ГБ, 256 ГБ та 512 ГБ постійної пам'яті, Mate 50E — на 128 ГБ та 256 ГБ, Mate 50 Pro — на 256 ГБ та 512 ГБ, а Mate 50 RS Porsche Design — на 512 ГБ. У всіх моделей об'єм сховища можна розширити картою пам'яті формату NM до 512 ГБ.

#### Супутниковий зв'язок
Всі моделі лінійки Huawei Mate 50 на території Китаю крім Mate 50E отримали підтримку супутникового зв'язку через супутникову систему Бейдоу. Ця підтримка дозволяє виключно відправляти текстові повідомлення через нього, тобто відсутня можливість отримання повідомлень через супутниковий зв'язок.

### Програмне забезпечення
Глобальні версії Huawei Mate 50 та Mate 50 Pro були випущені на Android 12 з графічною оболонкою EMUI 13 і були оновлені до EMUI 14.2. Натомість смартфони для китайського ринку були випущені на HarmonyOS 3 і були оновлені до HarmonyOS 4.3.  